# Сватівський район (1923—2020)

Сва́тівський райо́н — колишній район України на північному заході Луганської області, який існував протягом 1923—2020 років і був ліквідований під час Адміністративно-територіальної реформи в Україні. Районним центром було місто Сватове. Населення становило 35 297 особи (на 1 січня 2017). Площа району 1740 км². Територією району протікає 3 річки. Найбільша — Красна, довжиною 30 км.

## Географія

### Розташування
Район розташований у північно-західній степовій фізико-географічній зоні.
Найвища точка у селі Куземівка — 204 м.

### Клімат
Середньорічні температури: (+) 7,20 °C, літня — (+) 21,80 °C, зимова — (-) 7,20 °C. Кількість опадів — 415 мм на рік.

### Корисні копалини
Район забезпечений крейдою, вапняком, глинами і піском, але всі ці будівельні матеріали мають місцеве значення. На території Райгородської територіальної громади залягають поклади природного газу (родовище Зайцівське).
На більшості території району переважають чорноземи звичайні. В заплавах рік, на днищах балок і на понижених ділянках розміщені лучні і лучно-болотні ґрунти. По бонітету ґрунтів (якісна оцінка земель) район займає 3-е місце в області.
За даними інституту «Укрземпроекту», тільки водній ерозії підлягає 58 % сільськогосподарських угідь та 58,4 % ріллі, вітровій ерозії підлягає близько 38 % ріллі, внаслідок чого щорічно сільськогосподарські підприємства втрачають сотні тонн родючого шару ґрунтів.

### Гідрологія
Порівняно добре район забезпечений підземними і поверхневими водами. У районі є 8 водоймищ та 56 ставків господарського призначення. Питна вода видобувається з артезіанських свердловин, але її якість не завжди відповідає держстандартам. На території міста діють біологічні очисні споруди, які потребують капітального ремонту, тому обстановка з очищенням стічних вод до сьогодні залишається напруженою.

### Флора
На території району зустрічаються рослини, занесені до Червоної книги України:
- брандушка різнобарвна (Bulbocodium versicolor), Нижня Дуванка;
- гісоп крейдяний (Hyssopus cretaceus), Сватове, Нижня Дуванка, Верхня Дуванка;
- головачка Літвинова (Cephalaria litvinovii), Верхня Дуванка;
- громовик донський (Onosma tanaitica), Сватове, Оборотнівка;
- дворядник крейдяний (Diplotaxis cretacea), Нижня Дуванка, Сватове;
- дрік донський (Genista tanaitica), Сватове, Нижня Дуванка;
- келерія Талієва (Koeleria talievii), ендемік середньої течії Сіверського Дінця, Нижня Дуванка, Верхня Дуванка, Сватове, Наугольне;
- ковила волосиста (Stipa capillata), вузьколиста (Stipa tirsa), дніпровська (Stipa borysthenica), Залеського (Stipa zalesskii), Лессінга (Stipa lessingiana), найкрасивіша (Stipa pulcherrima), пухнастолиста (Stipa dasyphylla) і українська (Stipa ucrainica) — численні популяції в степу;
- пирій ковилолистий (Elytrigia stipifolia);
- півонія вузьколиста (Paeonia tenuifolia);
- полин суцільнобілий (Artemisia hololeuca), Нижня Дуванка, Верхня Дуванка;
- ранник крейдовий (Scrophularia cretacea), Нижня Дуванка, Верхня Дуванка, Новониканорівка;
- рябчик малий (Fritillaria meleagroides);
- смілка крейдова (Silene cretacea);
- сон чорніючий (Pulsatilla pratensis);
- тюльпан дібровний (Tulipa quercetorum) і змієлистий (Tulipa ophiophylla), байрачні ліси;
- шафран сітчастий (Crocus reticulatus), звичайна рослина дібров;
- шиверекія мінлива (Schivereckia podolica) на теренах області трапляється лише поблизу Оборотнівки;
- шоломниця крейдова (Scutellaria creticola), Сватове, Нижня Дуванка, Наугольне.

### Природоохоронний фонд
Станом на 01.01.2005 року природно-заповідний фонд району є найбільшим в області і становить 17 об'єктів місцевого значення.
Терни — заказник загальнозоологічний

Джерело Містки — пам'ятка природи гідрологічна

Верхній ставок — пам'ятка природи гідрологічна

Куземівський яр — пам'ятка природи геологічна

Нижній ставок — пам'ятка природи гідрологічна

Попівське джерело — пам'ятка природи гідрологічна

Джерело Ковалівське-1 — пам'ятка природи гідрологічна

Джерело Ковалівське-2 — пам'ятка природи гідрологічна

Сватівський парк — Парк-пам'ятка садово-паркового мистецтва

Мілуватський лиман — заказник загальнозоологічний

Містківський — заказник загальнозоологічний

Гончарівський — заказник ботанічний

Сватівський заказник — заказник загальнозоологіний

Нижньодуванське — заповідне урочище

Кармазинівська — пам'ятка природи ботанічна

Надія — пам'ятка природи ботанічна

Мілуватський водолій — парк-пам'ятка садово-паркового мистецтва

## Історія
Масове заселення Слобожанщини розпочалося у XVII столітті, коли Дніпровські козаки, на яких чинили тиск Унія і польська шляхта, масово кидали рідні місця і поселялися на Лівобережних степових просторах, створюючи козацькі містечка і слободи.
На початку XVIII століття Сватова Лучка входила до складу Ізюмського слобідського полку. Основними заняттями населення на той час було хліборобство і скотарство, а також чумацтво та бондарювання.
Розвитку продуктивних сил Сватової Лучки сприяло спорудження Катерининської залізниці. Відрізок Лисичанськ—Сватове став до ладу у 1894 році, а Сватове—Куп'янськ у 1895 році.
Напередодні Першої світової війни Сватова Лучка була військовою слободою Куп'янського повіту Харківської губернії.
У 1923 році її проголосили районним центром Харківської губернії і назвали Сватове.
У 1938 році Сватове отримало статус міста і стало райцентром Луганської області.
Під час Німецько-радянської війни Сватове було окуповане 9 липня 1942 року, а звільнене від фашистських загарбників 31 січня 1943 року силами 267 стрілецької дивізії 6-ї армії Південно-Західного фронту. На фронтах Німецько-радянської війни захищали свою Батьківщину майже 3500 сватівчан, 2278 з яких загинули. Бойовими орденами і медалями нагороджено 2708 сватівчан, 8 стали Героями Радянського Союзу.

## Адміністративний устрій
Адміністративно-територіально район поділяється на 1 міську раду, 1 селищну раду та 17 сільських рад, які об'єднують 60 населених пунктів і підпорядковані Сватівській районній раді. Адміністративний центр — місто Сватове.

### Населені пункти
- Міст всього — 1, Сватове.
- Селищ міського типу — 1, Нижня Дуванка.
- Селищ — 4.
- Сіл — 54.

## Населення
Станом на 01.01.2005 р. наявне населення — 41,4 тис. осіб, або 1,7 % від населення області, 8-ме місце серед районів. У тому числі:
- міського — 21,5 тис. осіб;
- селищного — 1,124 тис. осіб
- сільського — 19,9 тис. осіб.

Мешкає у районному центрі — 19,1 тис. осіб.
Етнічний склад населення району на 2001 рік був представлений наступним чином:
- українці — 91,4 %;
- росіяни — 7,3 %;
- білоруси — 0,3 %
- інші національності — 1 %[3]

Етномовний склад сільських та міських рад району (рідна мова населення) за переписом 2001 року, %
|                           | українська | російська | вірменська | білоруська | циганська |
| Сватівський район         | 91,8       | 7,6       | 0,2        | 0,1        | 0,1       |
| ------------------------- | ---------- | --------- | ---------- | ---------- | --------- |
| м. Сватове                | 89,5       | 9,7       | 0,3        | 0,2        | 0,1       |
| смт Нижня Дуванка         | 94,0       | 5,6       | 0,0        | 0,1        |           |
| Верхньодуванська сільрада | 96,0       | 3,7       |            |            |           |
| Гончарівська сільрада     | 93,8       | 5,2       | 0,8        | 0,1        |           |
| Ковалівська сільрада      | 95,9       | 2,6       | 0,1        | 0,1        |           |
| Коломийчихська сільрада   | 95,0       | 4,7       |            |            |           |
| Круглівська сільрада      | 90,9       | 8,9       |            | 0,2        |           |
| Куземівська сільрада      | 94,8       | 4,9       |            | 0,2        |           |
| Маньківська сільрада      | 92,2       | 7,8       |            |            |           |
| Мілуватська сільрада      | 94,9       | 4,9       |            | 0,1        |           |
| Містківська сільрада      | 91,9       | 7,4       | 0,2        | 0,0        | 0,4       |
| Оборотнівська сільрада    | 94,5       | 5,4       |            | 0,1        |           |
| Первомайська сільрада     | 91,4       | 8,2       |            |            |           |
| Петрівська сільрада       | 94,0       | 5,8       |            | 0,1        |           |
| Преображенська сільрада   | 94,4       | 4,4       | 0,8        |            |           |
| Райгородська сільрада     | 95,4       | 4,1       |            | 0,1        |           |
| Рудівська сільрада        | 94,7       | 4,8       |            | 0,4        |           |
| Свистунівська сільрада    | 95,6       | 4,2       |            | 0,1        |           |
| Стельмахівська сільрада   | 96,1       | 3,9       |            |            |           |

## Економіка
Основні галузі економіки району: сільське господарство з виробництва зернових, технічних культур, м'яса, молока та переробна промисловість. Вперше за останні 10 років в 2004 році в великих агроформуваннях та фермерських господарствах району отримано 115,5 тис. тонн зерна у вазі після доробка.

## Соціальна сфера

### Освіта та культура
У Сватівському районі 30 середніх загальноосвітніх навчальних закладів, 14 дитячих садків та 2 позашкільні установи.
В 1996 року Сватівську дитячу музичну школу було реорганізовано в районну школу мистецтв. Школа має 2 філії: у селищі Нижня Дуванка та в селі Круглому.
Система закладів культури Сватівського району включає:
- Народний дім «Сватова Лучка»,
- Нижньодуванський міський будинок культури,
- 14 сільських будинків культури,
- 15 сільських клубів (в тому числі 4 клуби-бібліотеки),
- районну бібліотеку ім. Т. А. Полякова,
- 22 сільські філії бібліотек,
- районну школу мистецтв ім. В. Зінкевича,
- Сватівський краєзнавчий музей «Слобожанщина»
- Хомівський краєзнавчий музей — філія районного краєзнавчого музею.

У Сватівському районі два Народних музеї:
- Сватівський районний Народний Краєзнавчий, створений в 1962 році. Звання Народний присвоєно в 1972 році, має майже 10 тисяч експонатів, щороку музей відвідують майже 5 тисяч осіб.
- Фомівський Народний музей історії села створений в 1980 році. Звання Народний присвоєно в 1992 році, має більше 2-х тисяч експонатів, до 500 відвідувачів (керівник Рубчевська).

У районі майже 600 археологічних пам'яток — курганів бронзової доби, сарматської культури, кочівників. 36 братських могил воїнам громадянської та Другої Світової війни, 13 пам'ятних знаків, Меморіальний комплекс Слави, Пам'яті та Скорботи загиблим воїнам-землякам, 12 Меморіальних пам'ятних дощок, пам'ятний знак воїнам 267 СД, воїнам-афганцям.

### Охорона здоров'я
Медична допомога населенню Сватівського району надається 36 лікувально-профілактичними закладами, в тому числі центральною районною лікарнею на 225 ліжок, Нижньодуванською лікарнею на 50 ліжок, стоматологічною поліклінікою, 5 сільськими лікарнями амбулаторіями, 27 фельдшерськими пунктами.
У складі центральної районної лікарні функціонують вісім стаціонарних відділень, відділення швидкої допомоги, трансфузіологічне відділення з потужністю 50 літрів крові на місяць. В лікувальних закладах працює 91 лікар, 275 середніх та 149 молодших медичних працівників.

### Фізична культура
У районі :
- 4 стадіони,
- 14 футбольних полів,
- 21 спортивна зала,
- 58 спортивних майданчиків,
- 11 стрілецьких тирів,
- 13 майданчиків з тренажерним обладнанням,
- 3 тенісних корти.

## Політика
25 травня 2014 року відбулися Вибори Президента України. У межах Сватівського району було створено 37 виборчих дільниць. Явка на виборах складала — 34,31 % (проголосували 9 496 із 27 680 виборців). Найбільшу кількість голосів отримав Петро Порошенко — 33,36 % (3 168 виборців); Сергій Тігіпко — 16,92 % (1 607 виборців), Михайло Добкін — 11,59 % (1 101 виборців), Олег Ляшко — 7,26 % (689 виборців), Юлія Тимошенко — 6,06 % (572 виборців). Решта кандидатів набрали меншу кількість голосів. Кількість недійсних або зіпсованих бюлетенів — 3,74 %.